# Lombosmohák
A lombosmohák (Bryophyta) nem szövetes szárazföldi növények, a növények országának egyik törzse. A „tipikus” mohák tartoznak ide.
Testfelépítésüket a sugaras (radiális) szimmetriaviszonyok jellemzik. Gametofitonjuk száracskára és levélkére tagolódik (a protonéma mohák kivételével, amelyek a leveles állapot elérése nélkül képesek ivarszervek fejlesztésére). A száracskában szállítósejtek, néha szállítósejt-kötegek találhatók. Az általában egy sejtréteg vastag levélkében egy vagy több ér fut. Többsejtes rizoid fonalakkal rögzülnek az aljzathoz. Ivarszerveik szabadon kiemelkedők. Sporofitonjuk általános esetben talpra (haustorium), nyélre (seta) és tokra (capsula) osztható. A gametofiton és a sporofiton között a talp létesít kapcsolatot. A tok felnyílásának módja a három osztályban eltérő. Az osztályozásban főként a sporofiton tulajdonságai nyújtanak segítséget. Bár a lombosmohák a régebbi és a modern osztályozások szerint is monofiletikus csoportot alkotnak, a lombosmohákon belüli viszonyok már nem ennyire egyértelműek. Úgy tűnik, a tőzegmohák korán elkülönültek, majd a sziklamohák következtek.
A lombosmoháknak jelenleg kb. 650 nemzetségük és 16 000 fajuk létezik. A tundráktól a sivatagokig, a sziklás lejtőktől a lápokig mindenütt megtalálhatók. Magyarországon jelenleg 511 lombosmoha faj ismert.

## Takakia-félék
A takakia-félékhez (Takakiopsida) egyetlen génusz és mindössze két faj tartozik: (T. ceratophylla (Mitt) Grolle, T. lepidozioides Hatt et H. Inouee.). Rendszertani besorolásuk kezdetben bizonytalan volt, mert nem állt rendelkezésre egyik faj sporofitonja sem; rendi (Takakiales), néha magasabb kategóriákba is sorolták, de leegyszerűsödött májmoha-csoportként is kezelték egyes rendszerezők. Miután találtak spóratokkal rendelkező példányokat, derült csak ki, hogy specializálódott lombosmoha-csoportról van szó. Újabb, többgénes elemzések alapján a lombosmohák alapi helyzetű családjának tartják. Egyetlen nemzetségük, a Takakia Észak-Amerika és Ázsia több pontján szórványosan elterjedt. Gametofitonjuk leegyszerűsödött, hengeres leveleik vannak. A spirálisan felnyíló spóratok jól megkülönbözteti őket a gránitmoháktól, ahova azelőtt sorolták őket.

## Tőzegmohák
A tőzegmohák (Sphagnospida) osztályát egyetlen család egyetlen nemzetsége alkotja, kb. 200 faj tartozik ide. A sporofitonnak esetükben nincsen valódi nyele, „nyele” (pseudopodium) ugyanis a elágazó, évelő gametofiton részét képezi. Tokjuk hangos pattanással nyílik fel. Nincsenek rizoidjaik, az abszorpció a száracska és a levélkék felületén megy végbe. A levélkékben elkülöníthetünk hialocitákat (elhalt, pórusos víztároló sejtek) és klorocitákat (asszimiláló sejtek). Fajaik jellegzetes alkotóik a lápok növényzetének. A lápokban kialakuló tőzeg rétegeiben megmaradt pollen vizsgálata következtetni enged a régebbi korok növényzetére, ennek segítségével az akkori klímára is.

## Gránitmohák

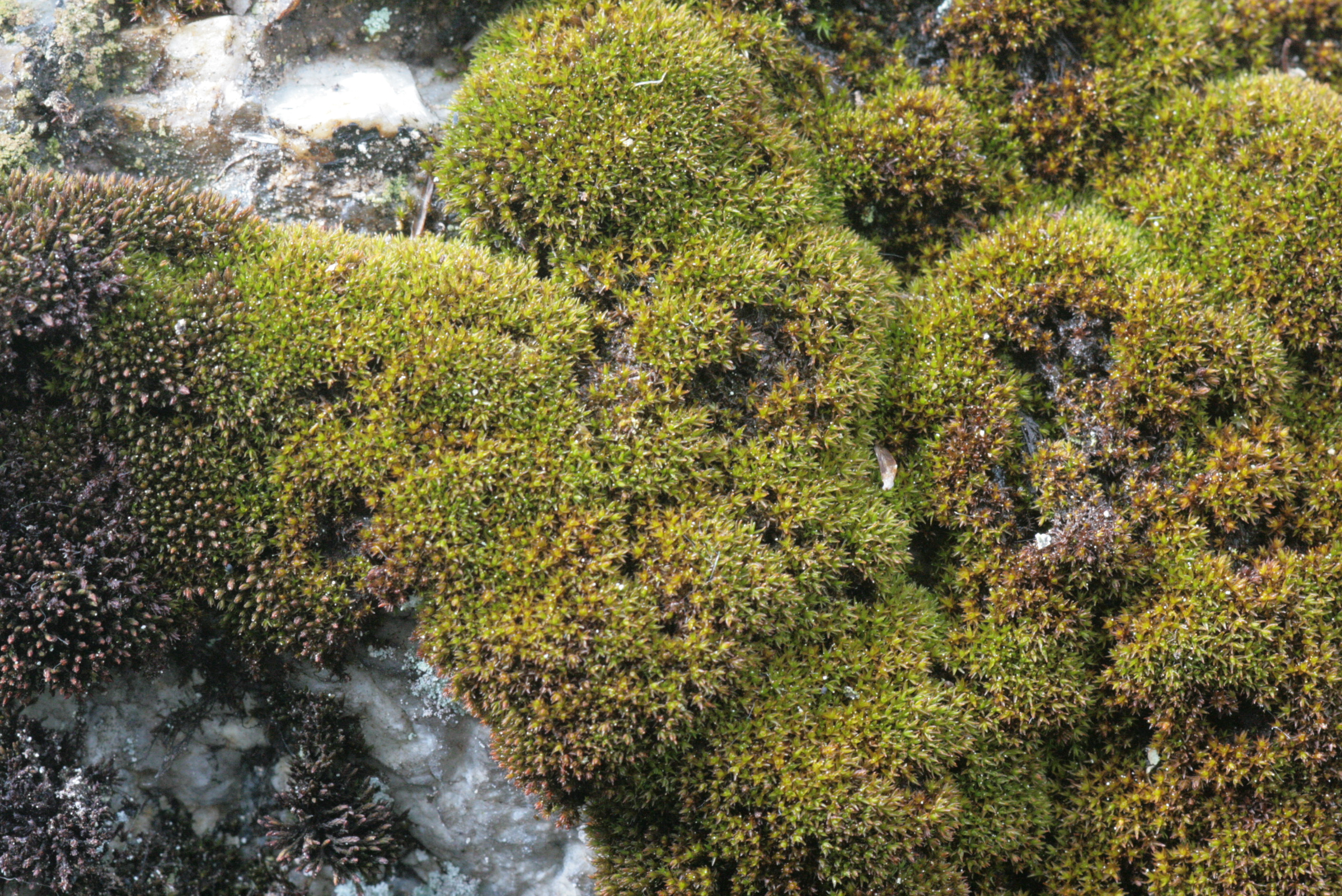
Gránitmoha - Andreaea rupestris

A gránitmohák osztályának két rendje van: Andreaeales és Andreaeobryales, legismertebb család az Andreaeales renden belül az Andreaeaceae; ezeket magyarul egyaránt gránitmoháknak, illetve sziklamoháknak nevezzük. Ez a család régebben két nemzetséget foglalt magába: Acroschisma és Andreaea, de jelenleg ezt a két nemzetséget összevonták az Andreaea nemzetségbe.
Valamennyi gránitmoha kőzetlakó (epilit) növény. Apró száracskáik leggyakrabban a magashegységek szilikátos anyagú szikláit vonják be. Messziről tömött, barnás-feketés párnáknak tűnnek, mivel sejtjeik falában az ultraibolya sugárzástól védő, sötét színanyagok rakódnak le olyannyira, hogy az idősebb levelekben a klorofill zöld színét is elfedik.
A sporofitont a pszeudopódium emeli a párna szintje fölé – ebbe a gametofitonból fejlődő, tehát haploid sejtekből álló áltok nyélbe ágyazódik a diploid sporofiton talpa. A gránitmohák tokja jellegzetes alakú, kucsmára vagy gázlámpásra emlékeztet, ezért angolul „lámpásmoháknak” (lantern mosses) nevezik őket. Fiatalon a női ivarszervből származó süveg kaliptra védelmezi, ezt a növekvő tok idővel átszakítja. Középen steril sejtekből álló, hengeres oszlop (kolumella) merevíti őket. Az érett kiszáradó tok megrövidül, majd rendszerint négy, néha több vonal mentén felhasad, és a spórák az így keletkező réseken jutnak a szabadba.
A spórák kitűnően alkalmazkodtak száraz sziklafelszínhez: már a védelmező spórafalon belül elkezdenek osztódni. A kihajtó protonéma olyan, elágazó, redukált telep, amit a rizoidok már ebben a stádiumban szorosan rögzítenek az aljzathoz.
A Kárpát-medence belső területein egyetlen fajuk él, a hasadó tokú moha (Andreaea rupestris), a környező magashegységekben azonban előfordulnak más fajaik is, köztük az akár tíz centiméter magasra is megnövő Andreaea nivalis.

## Lásd még
- Mohák